# Bounce Rock

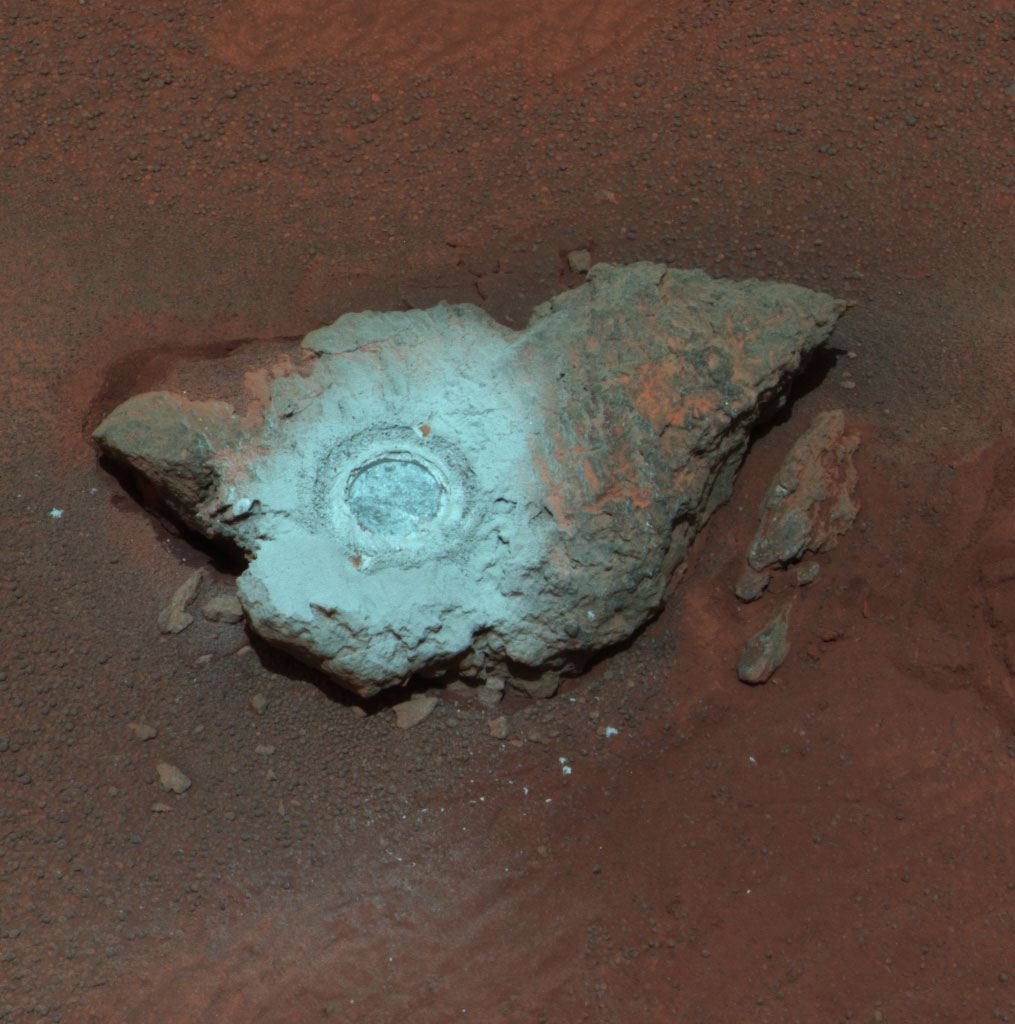
Imagen en color compuesto de Bounce Rock después de ser taladrada por la herramienta de abrasión de rocas del rover Opportunity.

Bounce Rock es una roca del tamaño aproximado de una pelota de fútbol, compuesta principalmente de piroxeno, encontrada en Marte por el vehículo explorador Opportunity en abril de 2004. La roca recibe su nombre ("Rebote") del hecho de que fue golpeada por Opportunity cuando todavía saltaba sobre el suelo durante su fase de aterrizaje realizada mediante airbags.
Bounce Rock es muy similar a una clase de meteoritos encontrados en la Tierra conocidos como shergottitas que se cree que son de origen marciano.